# Balayan
Balayan is een gemeente in de Filipijnse provincie Batangas op het eiland Luzon. Bij de laatste census in 2010 telde de gemeente bijna 82 duizend inwoners.

## Geografie

### Bestuurlijke indeling
Balayan is onderverdeeld in de volgende 48 barangays:
| - Baclaran - Barangay 1 - Barangay 2 - Barangay 3 - Barangay 4 - Barangay 5 - Barangay 6 - Barangay 7 - Barangay 8 - Barangay 9 - Barangay 10 - Barangay 11 - Barangay 12 - Calan - Caloocan - Calzada | - Canda - Carenahan - Caybunga - Cayponce - Dalig - Dao - Dilao - Duhatan - Durungao - Gimalas - Gumamela - Lagnas - Lanatan - Langgangan - Lucban Putol - Lucban Pook | - Magabe - Malalay - Munting Tubig - Navotas - Patugo - Palikpikan - Pooc - Sambat - Sampaga - San Juan - San Piro - Santol - Sukol - Tactac - Taludtud - Tanggoy |

## Demografie
Balayan had bij de census van 2010 een inwoneraantal van 81.805 mensen. Dit waren 2.398 mensen (3,0%) meer dan bij de vorige census van 2007. Ten opzichte van de census van 2000 was het aantal inwoners gegroeid met 14.635 mensen (21,8%). De gemiddelde jaarlijkse groei in die periode kwam daarmee uit op 1,99%, hetgeen hoger was dan het landelijk jaarlijks gemiddelde over deze periode (1,90%).

De bevolkingsdichtheid van Balayan was ten tijde van de laatste census, met 81.805 inwoners op 108,73 km², 752,4 mensen per km².

## Geboren in Balayan
- Manuel Araullo (1 januari 1853), opperrechter van het hooggerechtshof van de Filipijnen (overleden 1924).

Agoncillo · Alitagtag · Balayan · Balete · Batangas City · Bauan · Calaca · Calatagan · Cuenca · Ibaan · Laurel · Lemery · Lian · Lipa · Lobo · Mabini · Malvar · Mataasnakahoy · Nasugbu · Padre Garcia · Rosario · San Jose · San Juan · San Luis · San Nicolas · San Pascual · Santa Teresita · Santo Tomas · Taal · Talisay · Tanauan · Taysan · Tingloy · Tuy